# Zum Beispiel Suberg
Zum Beispiel Suberg ist ein mehrfach preisgekrönter Schweizer Dokumentarfilm des Filmemachers Simon Baumann aus dem Jahr 2013.

## Inhalt
Der Film thematisiert mittels melancholischer Bilder, aber auch zuweilen in satirischer Weise die als negativ wahrgenommenen Veränderungen im dörflichen Zusammenleben der Menschen in der Deutschschweiz anhand des 600-Seelen-Dorfes Suberg, in dem der Filmemacher mit seiner Familie aufgewachsen ist.
Gerade dieses Dorf soll als ein Beispiel stehen für Zersiedelung, soziale Vereinsamung, das Überhandnehmen von Besitzstandswahrung und das schleichende Abhandenkommen eines Gemeinschaftssinnes, der Generationen von Schweizern geprägt hat, dann aber plötzlich nicht mehr da ist.

## Zitat zum Film
- «Eine schweizerische Dorfchronik und ein differenziertes Dokument des Strukturwandels». (Geri Krebs, Neue Zürcher Zeitung)